# Lander Gyselinck

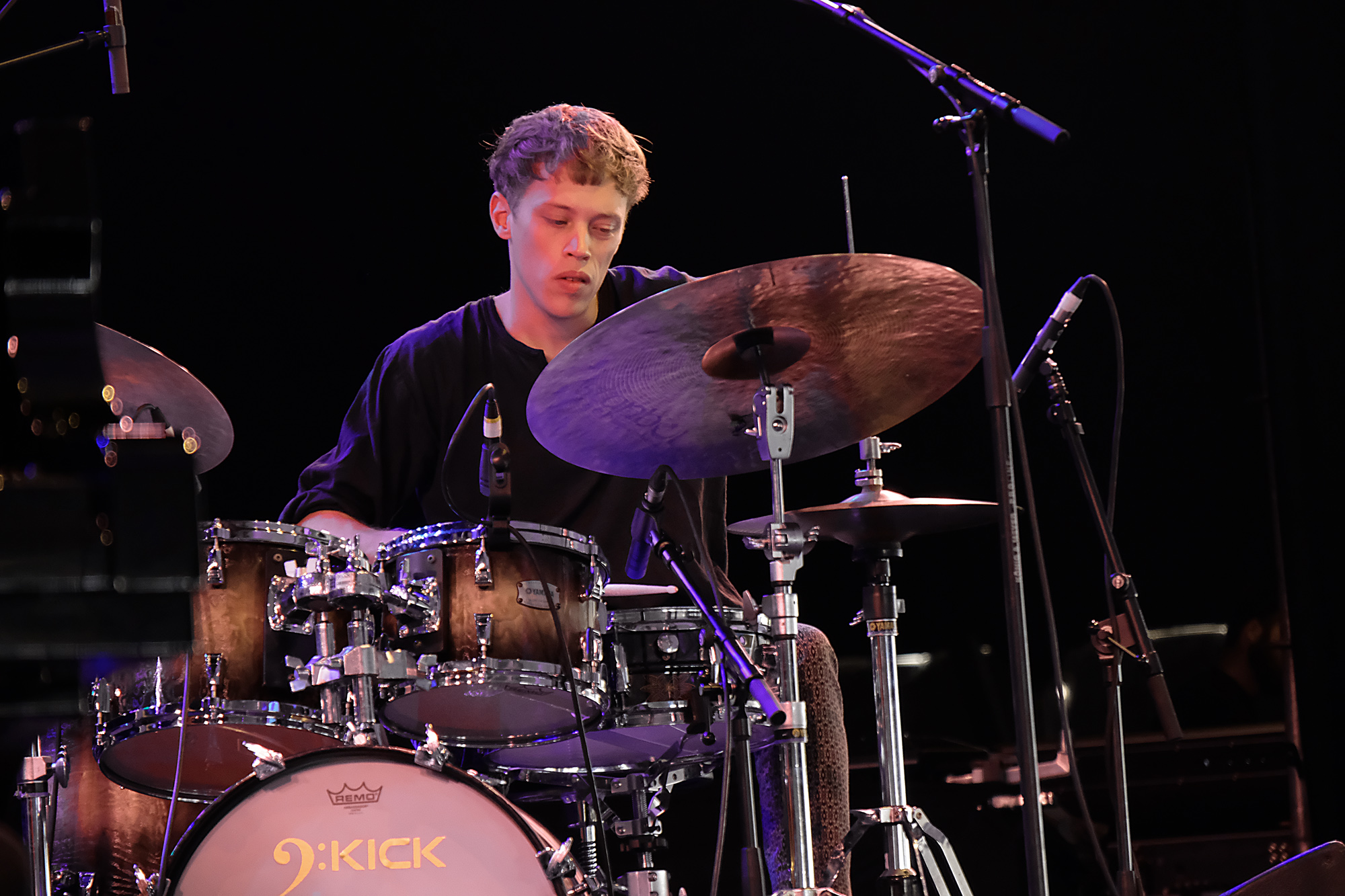
Lander Gyselinck (2017)

Lander Gyselinck (* 21. Dezember 1987 in Gent) ist ein belgischer Jazz- und Improvisationsmusiker (Schlagzeug, Komposition).

## Leben und Wirken
Gyselinck begann im Alter von vier Jahren mit dem Schlagzeugspielen, später kam das Scratching hinzu. Sein Studium am Konservatorium der Hogeschool Gent schloss er 2012 magna cum laude als Schlagzeuger im Bereich Jazz und Unterhaltungsmusik ab. Er setzte seine Ausbildung an der New School for Jazz and Contemporary Music bei Dan Weiss und Reggie Workman fort. Er promovierte an der Universität Gent mit der Arbeit Hihats in Trees, in der er untersuchte, wie live gespieltes Schlagzeug mit elektronischer Dance- und HipHop-Musik vereinbar ist.
Gyselinck wurde zunächst als Mitglied des Trios von Kris Defoort bekannt; weiterhin arbeitete er mit Jazz Plays Europe 2010 und mit Network of Stoppages sowie mit Myriam Alter (Crossways 2015) und mit Michel Portal, auf dessen Album MP 85 er zu hören ist.
Gyselinck gründete 2007 mit dem Pianisten Bram De Looze und der Bassistin Anneleen Boehme das Trio LABtrio, das 2013 sein erstes Album Fluxus bei Outhere Records veröffentlichte. Gemeinsam mit Michaël Attias und Chris Hoffman folgte 2016 das Album The Howls Are Not What They Seem im Quintettformat; wiederum im Trioformat war Nature City (2017). Weiterhin spielte er im Ragini Trio Jazz auf der Grundlage indischer Musik gemeinsam mit dem Saxophonisten Nathan Daems und dem Bassisten Marco Bardoscia. Das Debütalbum Ragini wurde 2013 veröffentlicht. Zusammen mit Pieter Claus gründete er das Zappa-Tribute-Projekt Sinister Sister, an dem auch Michel Hatzigeorgiou, Maayan Smith und Jan Ghesquière mitwirkten.
In seiner band STUFF. kombiniert Gyselinck Avantgarde Jazz mit Hip-Hop. Nach dem Album Old Dreams, New Planets (2017) folgte 2021 T(h)reats. 2016 startete Gyselinck zusammen mit dem Niederländer Fulco Ottervanger das Projekt BeraadGeslagen. 2016 erschien ihre gleichnamige EP. Ihr Debütalbum Duizeldorp wurde 2018 veröffentlicht.

## Preise und Auszeichnungen
Gyselinck wurde 2010 mit dem Toots Thielemans Jazz Award ausgezeichnet. Mit LabTrio gewann er 2011 den Publikumspreis und den Großen Preis beim Avignon Tremplin Jazz Festival. 2012 erhielt er den SABAM-Preis für Junge Talente beim Gent Jazz Festival. 2015 wurde er mit dem Vlaamse Cultuurprijs voor Muziek geehrt; er sei ein besonderer, kreativer und starker Musiker, „der schon in jungen Jahren herausragend ist und ein enormes Wachstumspotenzial hat. Er ist nicht leicht zu fassen und das kreative Zentrum verschiedener Projekte.“